# روان‌شناسی فازی

#### منطق فازی:منطق فازی
پایه گذاری واژه «روانشناسی فازی»، ایده ای است که توسط حمیدرضا قنبری https://civilica.com/p/88717/ در قالب پایان نامه کارشناسی ارشد دانشگاه سیستان و بلوچستان تحت عنوان «کاربرد سیستم های فازی در بهینه سازی تعداد سوالات پرسشنامهwhoqol-bref »https://www.virascience.com/thesis/605219/ طرح ریزی و در آن به تعریف و مفهوم سازی آن مبادرت نموده است.  
روان‌شناسی فازی که کاربرد منطق فازی در روان‌شناسی است، دانشی نوپا و پیشرفته است که سعی در الگوسازی مسائل روانشناختی دارد. واژه فازی به معنای غیردقیق، مبهم یا شناور است. به‌طور کلی در این علم با کمک گرفتن از منطق فازی مسائل روانشناختی با کمک شیوه‌هایی عقلایی و سیستماتیک تحلیل و بررسی می‌شوند.
در منطق فازی که شکلی از منطق‌های چند ارزشی است، فضای شناور بین اعداد حقیقی ۰ و ۱ هم در استدلال‌ها استفاده می‌شود و به تحلیل داده‌ها کمک می‌کند. به صورت کلی منطق فازی هر مقداری بین کاملاً درست یا کاملاً غلط را هم در دسته پاسخ‌های درست قرار می‌دهد.

##### ارتباط منطق فازی با روان‌شناسی:1
از آنجا که بسیاری از پدیده‌ها و رفتارهای انسان غیردقیق و مبهم است و پیچیدگی‌هایی دارد که به‌طور کامل قابل اندازه‌گیری نیست پس با کمک منطق فازی می‌توان به سنجش دقیق‌تر روان انسان دست پیدا کرد.

###### کارایی منطق فازی در روان‌شناسی:2
منطق فازی در روان‌شناسی به نظام مند کردن پدیده‌های روانی در شرایط عدم قطعیت می‌پردازد و درواقع آنها را قابل اندازه‌گیری و مدل‌سازی می‌کند. با کمک این علم پدیده‌های روانی در علم روان‌شناسی چه از نظر کمی و چه کیفی نظام مند می‌شوند و از حالت ابهام بیرون می‌ایند.
در نتیجه روان‌شناسی فازی نقطه تقاطع بین علم ریاضی و روان‌شناسی با کمک منطق فازی است.